# Lwowska Chorągiew Harcerzy
Lwowska Chorągiew Harcerzy – była jednostka terytorialna Organizacji Harcerzy Związku Harcerstwa Polskiego.
Działała na terenie Lwowa, wschodniego województwa lwowskiego oraz województwa tarnopolskiego i województwa stanisławowskiego w latach 1920–1939 oraz w czasie II wojny światowej w konspiracji w latach 1939–1944 w ramach Szarych Szeregów ul „Lew”. Siedzibą władz Chorągwi było miasto Lwów. Chorągiew tworzyły w 1938 32 hufce.

## Historia
Lwowska Chorągiew Harcerzy powstała w dniu 1 października 1920, jednak oficjalnie powołano ją podczas I Walnego Zjazdu Związku Harcerstwa Polskiego 1 stycznia 1921. Wcześniej działała pod protektoratem Towarzystwa Gimnastycznego „Sokół” i podlegała Naczelnej Komendzie Skautowej.
Sztandar Lwowskie Chorągwi Harcerzy został odznaczony Krzyżem Obrony Lwowa, Gwiazdą Przemyśla (1936), Odznaką Pamiątkową Dawnych Harcerzy Małopolskich (1937).
W maju 1933 z Chorągwi Lwowskiej wydzielono niektóre hufce i utworzono Kresową Chorągiew Harcerzy, w której skład weszły drużyny harcerskie z powiatów Borszczowskiego, Buczackiego, Czortkowskiego, Kopyczyńskiego, Skałeckiego, Zaleszczyckiego i Zbarskiego. Jednak po kilku miesiącach rozkazem Naczelnika ZHP chorągiew rozwiązano i środowiska ponownie włączono do Chorągwi Lwowskiej.
Reprezentacje harcerzy z Chorągwi Lwowskiej na zlotach:
- II Narodowy Zlot Harcerzy w Poznaniu w 1929 – uczestniczyło 708 harcerzy,
- Jubileuszowy Zlot ZHP w Spale w 1935 – uczestniczyło 1080 harcerzy z 36 drużyn.

## Komendanci Lwowskiej Chorągwi Harcerzy
- prof. dr Stanisław Niemczycki (1 stycznia 1921 – 14 listopada 1922)
- ks. dr Gerard Szmyd (14 listopada 1922 – 27 maja 1923)
- phm. Karol Stojanowski (27 maja 1923 – maj 1923)
- hm. Stanisław Hibl (maj 1923 – październik 1925)
- phm. Karol Stojanowski (październik 1925 – maj 1926)
- hm. Jan Wąsowicz (maj 1926 – 1 listopada 1929)
- hm. Stanisław Hibl (1 listopada 1929 – 19 grudnia 1931)
- hm. Aleksander Szczęścikiewicz (19 grudnia 1931 – kwiecień 1932)
- hm. Szczęsny Gnatkowski (kwiecień 1932 – lipiec 1932 tymczasowo)
- hm. Aleksander Szczęścikiewicz (lipiec 1932 – lipiec 1933)
- hm. Franciszek Usarz (lipiec 1933 – 4 maja 1935)
- hm. Aleksander Szczęścikiewicz (4 maja 1935 – styczeń 1940)
- hm. Zdzisław Trojanowski (styczeń 1940 – czerwiec 1940)
- hm. Jan Wąsowicz (czerwiec 1940–1944)

## Podległehufce
z województwa lwowskiego
- Hufiec Lwów I
- Hufiec Lwów II
- Hufiec Lwów III
- Hufiec Lwów IV
- Hufiec Lwów V
- Hufiec Lwów – Okręg
- Hufiec Borysław
- Hufiec Brzozów
- Hufiec Chodorów
- Hufiec Drohobycz
- Hufiec Gródek Jagielloński
- Hufiec Jarosław
- Hufiec Jaworów
- Hufiec Łańcut
- Hufiec Mościska
- Hufiec Nisko
- Hufiec Podlowski
- Hufiec Przemyśl
- Hufiec Przeworsk
- Hufiec Rawa Ruska
- Hufiec Rzeszów
- Hufiec Sambor
- Hufiec Sanok
- Hufiec Sokal
- Hufiec Sulistrowa
- Hufiec Zagórz
- Hufiec Żółkiew

z województwa tarnopolskiego i województwa stanisławowskiego
- Hufiec Borszczów
- Hufiec Brody
- Hufiec Brzeżany
- Hufiec Buczacz
- Hufiec Czortków
- Hufiec Horodenka
- Hufiec Huculski
- Hufiec Kałusz
- Hufiec Kamionka Strumiłłowa
- Hufiec Kołomyja
- Hufiec Nadwórna
- Hufiec Przemyślany
- Hufiec Stanisławów
- Hufiec Stryj
- Hufiec Tarnopol
- Hufiec Trembowla
- Hufiec Zaleszczyki
- Hufiec Zbaraż
- Hufiec Złoczów

## Statystyki chorągwi
| Rok                 | 1921 | 1923 | 1925 | 1927 | 1928 | 1929 | 1930 | 1931 | 1932 | 1933 | 1934 | 1935 | 1936 | 1937 | 1938 | 1939  |
| ------------------- | ---- | ---- | ---- | ---- | ---- | ---- | ---- | ---- | ---- | ---- | ---- | ---- | ---- | ---- | ---- | ----- |
| Liczba harcerzy     | 2554 | –    | 2155 | –    | 2961 | –    | 3470 | 3015 | –    | –    | –    | 6523 | –    | –    | 9707 | 10343 |
| Liczba instruktorów | –    | 10   | 37   | –    | –    | –    | –    | 71   | –    | 81   | 84   | –    | –    | 106  | –    | 119   |
| Liczba drużyn       | 58   | –    | 75   | –    | –    | –    | 113  | –    | –    | –    | –    | –    | –    | –    | –    | –     |
| Liczba hufców       | –    | 12   | 12   | –    | –    | 21   | –    | –    | 29   | –    | –    | –    | –    | –    | 32   | –     |